# Ерінген
Ерінген (нім. Öhringen) — місто в Німеччині, розташоване в землі Баден-Вюртемберг. Підпорядковується адміністративному округу Штутгарт. Входить до складу району Гоенлое.
Площа — 67,79 км2. Населення становить 24 925 осіб (станом на 31 грудня 2020 року).